# Marie Edinburská
Marie (rozená princezna Marie Alexandra Viktorie z Edinburghu; 29. října 1875, Eastwell – 10. července 1938, Sinaia) byla poslední rumunskou královnou od 10. října 1914 do 20. července 1927 jako manželka krále Ferdinanda I. Rumunského.
Marie se narodila do britské královské rodiny. Jejími rodiči byli princ Alfréd, vévoda z Edinburghu (později vévoda Sasko-Kobursko-Gothajský), a ruská velkokněžna Marie Alexandrovna. Raná léta strávila Marie v Kentu, na Maltě a v Coburgu. Poté, co odmítla nabídku k sňatku od svého bratrance, budoucího krále Jiřího V., byla v roce 1892 vybrána jako budoucí manželka Ferdinanda, tehdejšího rumunského korunního prince. Marie byla korunní princeznou v letech 1893-1914 a okamžitě si získala oblibu u rumunského lidu.
Po vypuknutí první světové války Marie naléhala na Ferdinanda, aby se spojil se státy Trojdohody a vyhlásil válku Německu, což se nakonec v roce 1916 stalo. V počátečních fázích bojů bylo hlavní město země Bukurešť obsazeno Centrálními mocnostmi. Marie, Ferdinand a jejich pět dětí se uchýlili do západní Moldávie. Tam ona a její tři dcery působily jako zdravotní sestry ve vojenských nemocnicích a staraly se o vojáky, kteří byli zraněni nebo postiženi cholerou. Po válce, 1. prosince 1918, se historický region Sedmihradsko po Besarábii a Bukovině připojil k Rumunskému starému království. Marie, nyní královna Velkého Rumunska, se zúčastnila pařížské mírové konference v roce 1919, kde se zasadila o mezinárodní uznání rozšířeného Rumunska. V roce 1922 byli s Ferdinandem korunováni ve speciálně postavené katedrále ve starobylém městě Alba Iulia při slavnostním obřadu, který odrážel jejich postavení královny a krále sjednoceného státu.
Jako královna byla Marie velmi oblíbená v Rumunsku i v zahraničí. V roce 1926 podnikla spolu se svými dětmi Mikulášem a Ileanou diplomatickou cestu po Spojených státech. Lidé je přijali s nadšením a před návratem do Rumunska navštívili několik měst. Tam Marie zjistila, že Ferdinand je těžce nemocný, a o několik měsíců později zemřel. Marie, nyní královna vdova, odmítla být členkou regentské rady, která vládla zemi za nezletilého vnuka, krále Michala. V roce 1930 Mariin nejstarší syn Karel, který se vzdal nástupnických práv, sesadil svého syna, uzurpoval trůn a stal se králem Karlem II. Odstranil Marii z politické scény a snažil se potlačit její popularitu. V důsledku toho se Marie odstěhovala z Bukurešti a zbytek života strávila buď na venkově, nebo na paláci Balčik, svém letním sídle v jižní Dobrudži u Černého moře. V roce 1937 onemocněla cirhózou a následujícího roku zemřela.
Po přechodu Rumunska na lidovou republiku byla monarchie komunistickými představiteli odsouzena. Několik životopisů královské rodiny popisovalo Marii buď jako opilce, nebo jako promiskuitní ženu, s odkazem na její četné údajné aféry a orgie, které údajně pořádala před válkou a během ní. V letech před rumunskou revolucí v roce 1989 se Mariina popularita obnovila a byla obyvatelstvu nabízena jako vzor vlastenectví. Marie je připomínána především díky své práci zdravotní sestry, ale je známá také díky své rozsáhlé spisovatelské činnosti, včetně kritikou oceňované autobiografie.

## Původ a mládí
Marie se narodila jako druhé dítě a nejstarší dcera z šesti potomků vévody z Edinburghu Alfréda Sasko-Kobursko-Gothajského, druhého syna britské královny Viktorie, a jeho manželky, ruské velkokněžny Marie Alexandrovny. Narodila se v sídle svých rodičů, na panství Eastwell v anglickém Kentu, 29. října 1875 v 10:30 hodin za přítomnosti svého otce. Její narození bylo oslaveno střelbou z děl Park a Tower. Dostala jméno Marie Alexandra Viktorie po matce a babičkách, ale neformálně se jí říkalo „Missy." Jako vnučka vládnoucího britského panovníka v mužské linii byla Marie od narození formálně titulována Její královská Výsost princezna Marie z Edinburghu.
Mariin křest se konal 15. prosince 1875 v soukromé kapli Windsorského hradu a sloužili ho Arthur Stanley a Gerald Wellesley. Křest „přísně soukromé povahy“ se konal den po obřadu u příležitosti výročí úmrtí jejího dědečka z otcovy strany, prince Alberta. Mariinými kmotry byli carevna Marie Alexandrovna (její babička z matčiny strany, kterou zastupovala královna Viktorie), princezna z Walesu (její teta z otcovy strany), vévodkyně Sasko-Kobursko-Gothajská (její prateta, kterou zastupovala princezna Helena), ruský carevič (její strýc z matčiny strany, kterého zastupoval hrabě Pjotr Andrejevič Šuvalov) a vévoda z Connaughtu a Strathearnu (její strýc z otcovy strany, kterého zastupoval vévoda z Albany).

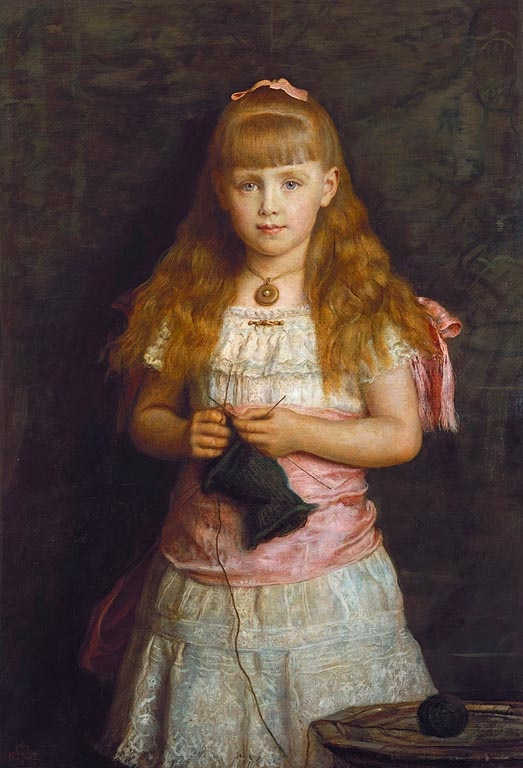
Princezna Marie na portrétu Johna Everetta Millaise, 1882

Marie a její sourozenci, princ Alfréd (nar. 1874, známý jako „Young Affie“) a princezny Viktorie Melita (nar. 1876, známá jako „Ducky“), Alexandra (nar. 1878, známá jako „Sandra“) a Beatrix (nar. 1884, známá jako „Baby Bee“), strávili většinu svého raného života v Eastwell Parku, který jejich matka upřednostňovala před Clarence House, jejich oficiálním sídlem. Marie ve svých pamětech na Eastwell vzpomínala s láskou. Vévoda z Edinburghu se kvůli svému postavení v britském královském námořnictvu v životě svých dětí většinou nevyskytoval a jejich život řídila matka. Marie později uvedla, že ani neznala barvu otcových vlasů, dokud si neprohlédla jeho pozdější portréty, a domnívala se, že jsou mnohem tmavší, než ve skutečnosti byly. Když byl vévoda doma, často si s dětmi hrál a vymýšlel pro ně mnoho her. Ze všech sourozenců měla Marie nejblíže ke své o rok mladší sestře Viktorii Melitě, kterou však všichni kvůli jejímu vzrůstu považovali za starší dívku, což princezny velmi znepokojovalo. Všechny edinburské děti byly pokřtěny a vychovávány v anglikánské víře; to jejich ruskou pravoslavnou matku rozčilovalo.
Vévodkyně z Edinburghu byla zastánkyní myšlenky oddělování generací a Marie hluboce litovala, že její matka nikdy nedovolila, aby si mezi sebou povídaly, jako by si byly rovny. Přesto byla vévodkyně nezávisle smýšlející, kultivovaná a nejdůležitější osobou v životě svých dětí. Na matčin příkaz se Marie a její sestry učily francouzsky, což nesnášely a mluvily zřídkakdy. Celkově vévodkyně vzdělání svých dcer zanedbávala, protože je nepovažovala za příliš bystré a nadané. Bylo jim dovoleno číst nahlas, ale v oblasti malířství a kreslení, tedy v oblastech, v nichž zdědily talent po královně Viktorii, se dívkám dostalo jen poučení. Vévoda a vévodkyně z Edinburghu často přijímali členy královské rodiny v Eastwell Parku, téměř denně je zvali na snídani a v roce 1885 šly Marie a Viktorie Melita za družičky na svatbě své tety Beatrix a prince Jindřicha z Battenbergu. Mezi Mariiny kamarády na hraní patřili její bratranci z matčiny strany velkovévodové Mikuláš (zvaný „Nicky“), Georgij (zvaný „Georgie“) a ruská velkovévodkyně Xenie; jejich sourozenci Michail (zvaný „Míša“) a Olga byli pro edinburská děvčata příliš malí. Mezi další kamarády na hraní patřily děti Mariina strýce z matčiny strany, ruského velkoknížete Vladimíra Alexandroviče.

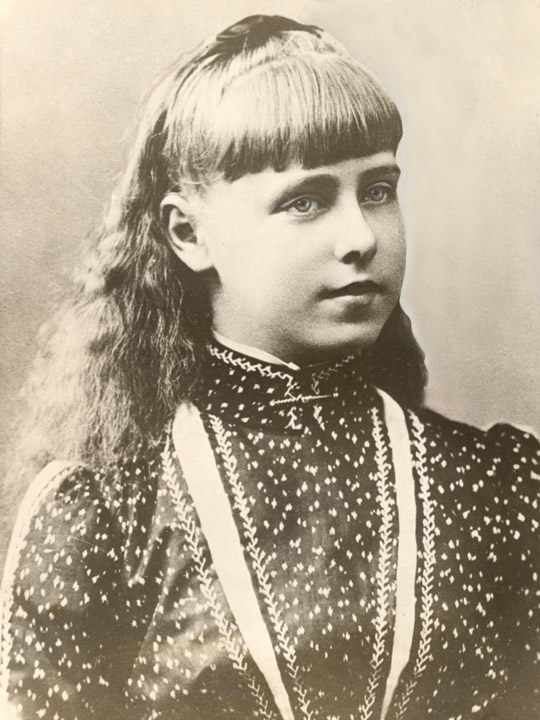
Princezna Marie z Edinburghu, 1888

V roce 1886, když bylo Marii jedenáct let, byl vévoda z Edinburghu jmenován vrchním velitelem Středomořské flotily a rodina se usadila v paláci San Antonio na Maltě. Marie později vzpomínala na pobyt na Maltě jako na „nejšťastnější vzpomínku mého života“. Na Maltě Marie našla svou první lásku, Maurice Bourkea, kapitána vévodovy lodi, kterému Marie říkala „milý kapitáne“. Marie měla sklony k záchvatům žárlivosti, když Bourke věnoval více pozornosti některé z jejích sester než jí. Vévoda a vévodkyně byli na Maltě velmi oblíbeni a palác San Antonio byl často plný hostů. Marie a Viktorie Melita dostaly od své matky bílé koně a téměř denně kromě soboty chodily do místní jízdárny. Během prvního roku jejich pobytu na Maltě dohlížela na výchovu princezen francouzská guvernantka, ale kvůli jejímu chatrnému zdraví ji následující rok nahradila mnohem mladší Němka. V San Antoniu měli vévoda a vévodkyně z Edinburghu vždy připravený pokoj pro prince Jiřího z Walesu, druhého syna prince z Walesu, který sloužil v královském námořnictvu. Jiří nazýval tři starší edinburské dívky „třemi nejmilejšími“, ale nejvíce si oblíbil Marii.
Mezitím se vévoda z Edinburghu stal předpokládaným dědicem svého bezdětného strýce z otcovy strany Arnošta II., vévody ze Sasko-Kobursko-Gothajska, poté, co se princ z Walesu vzdal svých práv na vévodství. V důsledku toho se rodina v roce 1889 přestěhovala do Coburgu. Marie později tento okamžik vnímala jako ,,skutečný konec života, který byl absolutním štěstím a radostí bez chmur, života bez zklamání a deziluze a bez jakéhokoli nesouhlasného tónu." Vévodkyně, která byla proněmecky orientovaná, najala pro své dcery německou guvernantku, koupila jim prosté oblečení a dokonce je nechala biřmovat v luteránské víře. Rodina trávila léto na zámku Rosenau. Vévodu Arnošta Marie popisovala jako člověka, který „má své zvláštnosti“; jeho dvůr byl méně přísný než jiné německé dvory té doby. V Coburgu se princeznino vzdělání rozšířilo: větší důraz byl kladen na malování a hudbu. Ve čtvrtek a v neděli chodily Marie a její sestry do coburského divadla, což se jim velmi líbilo. Marie a Viktorie Melita často pozorovaly bratrovy kamarády a komentovaly, koho mají raději, což byl podle Marie nevyhnutelný aspekt v životě dívek, které mají bratry. Další činností, kterou si dívky v Coburgu užívaly, byla účast na zimních večírcích pořádaných jejich matkou, během nichž bruslily a hrály různé hry, například lední hokej.

## Manželství

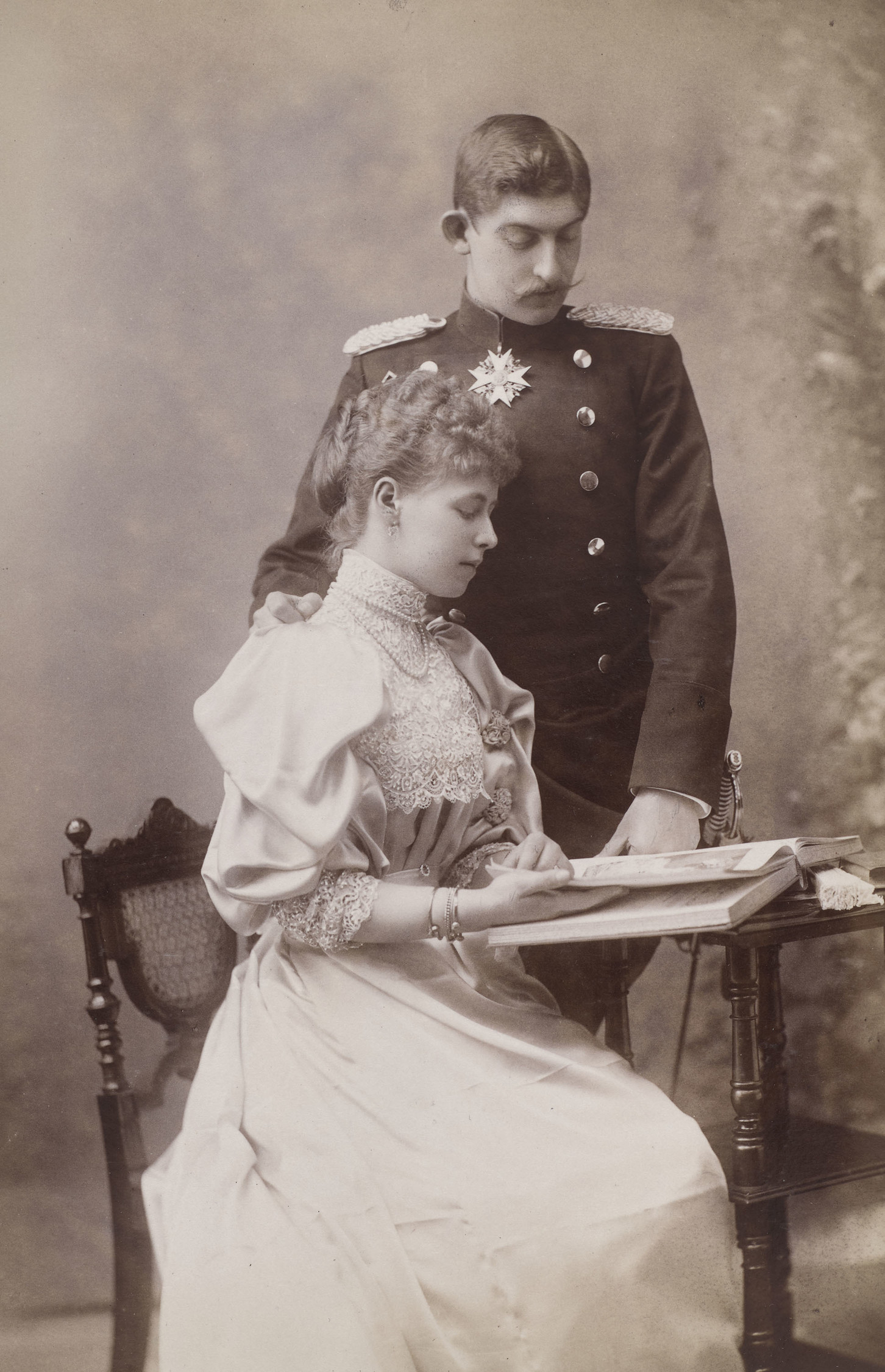
Princezna Marie a rumunský korunní princ Ferdinand, 1893

Marie vyrostla v půvabnou mladou ženu s jiskrnýma modrýma očima a hedvábně světlými vlasy; dvořilo se jí několik královských mládenců, včetně prince Jiřího z Walesu, který se v roce 1892 stal druhým v pořadí na trůn. Královna Viktorie, princ z Walesu a vévoda z Edinburghu sňatek podporovali, ale princezna z Walesu a vévodkyně z Edinburghu nikoli. Princezně z Walesu se nelíbilo proněmecké smýšlení rodiny a vévodkyně z Edinburghu si nepřála, aby její dcera zůstala v Anglii, která se jí nelíbila. Nelíbilo se jí také, že princezna z Walesu, jejíž otec byl před povoláním na dánský trůn bezvýznamným německým princem, stojí v pořadí přednosti výše než ona. Vévodkyně z Edinburghu byla také proti myšlence sňatku mezi bratranci a sestřenicemi z prvního kolena, což její rodná ruská pravoslavná církev nedovolovala. Když ji tedy Jiří požádal o ruku, Marie mu sdělila, že sňatek není možný a že musí zůstat jejím „milovaným kamarádem“.
V této době hledal rumunský král Karel I. vhodnou nevěstu pro svého synovce, korunního prince Ferdinanda, aby zajistil nástupnictví a pokračování rodu Hohenzollern-Sigmaringen. Pravděpodobně motivována vyhlídkou na odstranění napětí mezi Ruskem a Rumunskem v otázce kontroly nad Besarábií, navrhla vévodkyně z Edinburghu Marii setkání s Ferdinandem. Marie a Ferdinand se poprvé seznámili během slavnostní večeře a dvojice spolu hovořila německy. Považovala ho za plachého, ale sympatického, a jejich druhé setkání proběhlo stejně dobře. Jakmile byl pár oficiálně zasnouben, královna Viktorie napsala další vnučce, princezně Viktorii Hesenské, že „Ferdinand je milý & rodiče jsou okouzlující - ale země je velmi nejistá & nemorálnost společnosti v Bukurešti docela hrozná. Sňatek se samozřejmě o nějaký čas protáhne, protože Missy bude 17 let až koncem října!" Německá císařovna Viktorie, Mariina teta, napsala své dceři, řecké korunní princezně Sofii, že ,,Missy je až dosud docela nadšená, ale chudák dítě je tak mladé, jak může tušit, co má před sebou?" Koncem roku 1892 navštívil král Karel Londýn, aby se setkal s vévodou z Edinburghu a královnou Viktorií, kteří nakonec se sňatkem souhlasili a jmenovali ho rytířem Podvazkového řádu.
Dne 10. ledna 1893 se Marie a Ferdinand vzali na zámku Sigmaringen při třech obřadech: jednom civilním, jednom katolickém (Ferdinandovo náboženství) a jednom anglikánském. Civilní obřad provedl v Červeném sále zámku Karl von Wendel, německý císař byl prvním z přítomných svědků, kteří podepsali svatební listinu. Ve čtyři hodiny se v městském kostele konal katolický obřad, při němž Marii vedl k oltáři její otec. Anglikánský obřad byl skromnější a proběhl v jedné z komnat zámku. Přestože král Karel udělil manželům „Honigtag“ (jednodenní líbánky), strávili Marie a Ferdinand několik dní na zámku Krauchenwies v Bavorsku. Odtud odjeli na venkov, jejich cesta byla krátce přerušena zastávkou ve Vídni, kde navštívili císaře Františka Josefa. Vzhledem k rostoucímu napětí mezi Rakouskem a Rumunskem (návštěva se uskutečnila v době probíhajícího hnutí Transylvánského memoranda) byla návštěva páru krátká a po nočním přejezdu Transylvánie vlakem dorazili do pohraničního města Predea, kde byla Marie vřele přivítána rumunským lidem, který toužil po osobnější monarchii.
Z manželství Marie a Ferdinanda vzešlo šest potomků:
- Karel (15. října 1893 – 4. dubna 1953), pozdější rumunský král v letech 1930–1940,
⚭ 1918 Jolana Lambrino (3. října 1898 – 11. března 1953), sňatek anulován v roce 1919
⚭ 1921 Helena Řecká a Dánská (2. května 1896 – 28. listopadu 1982), rozvedli se v roce 1928
⚭ 1947 Magda Lupescu (15. září 1899 – 29. června 1977)
- Alžběta (12. října 1894 – 14. listopadu 1956), rumunská princezna, ⚭ 1921 Jiří II. Řecký (19. července 1890 – 1. dubna 1947), řecký král v letech 1922–1924 a 1935–1947
- Marie (6. ledna 1900 – 22. června 1961), rumunská princezna, ⚭ 1922 Alexandr I. Karađorđević (16. prosince 1888 – 9. října 1934), král Srbů, Chorvatů a Slovinců od roku 1921 až do své smrti
- Mikuláš (5. srpna 1903 – 9. června 1978), rumunský princ
⚭ 1931 Ioana Dumitrescu-Doletti (24. září 1910 – 19. února 1963)
⚭ 1967 Maria Thereza Lisboa Figueira de Mello (10. června 1913 – 30. března 1997)
- Ileana (5. ledna 1909 – 21. ledna 1991), rumunská princezna,
⚭ 1931 Antonín Rakousko-Toskánský (20. března 1901 – 22. října 1987), rozvedli se v roce 1954
⚭ 1954 Stefan Nikolas Issarescu (1906–2002), manželství rozvedeno v roce 1965
- Mircea (3. ledna 1913 – 2. listopadu 1916) – zemřel za první světové války na tyfus ve věku necelých čtyř let

## Rumunská korunní princezna

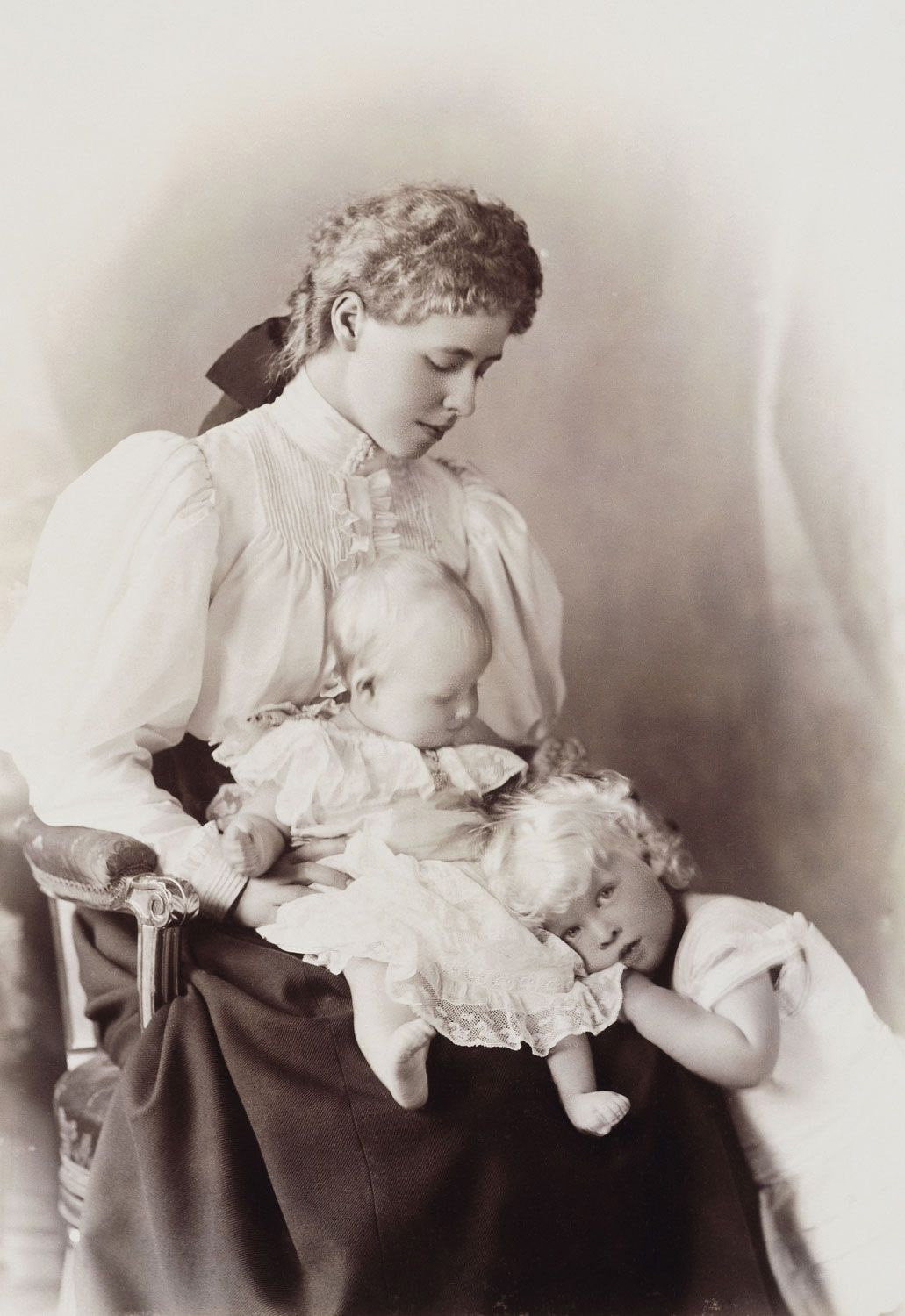
Rumunská korunní princezna Marie se svými dvěma nejstaršími dětmi, princem Karlem a princeznou Alžbětou, 1895

První roky manželství Marie a Ferdinanda nebyly zrovna jednoduché a Marie později svému manželovi řekla, že „Je škoda, že jsme museli promarnit tolik let mládí, abychom se naučili spolu žít!“ Postupně se vztah manželů začal zakládat na srdečném přátelství: Marie Ferdinandovi prokazovala úctu, o níž se domnívala, že mu jako muži a později i jako králi náleží, a on si jí vážil, protože si uvědomoval, že ona rozumí světu lépe než on. Ferdinandovi se líbila Mariina přítomnost při vojenských pochodech, a proto ji na tento druh akcí často zval.
První dítě, princ Karel, se Marii narodilo pouhých devět měsíců po svatbě, 15. října 1893. Ačkoli Marie žádala o použití chloroformu, aby zmírnila porodní bolesti, lékaři se zdráhali tak učinit, protože věřili, že „ženy musí platit v agónii za hříchy Evy“. Po naléhání Mariiny matky a královny Viktorie král Karel nakonec použití léku své neteři povolil. Marie neměla z příchodu svého prvorozeného dítěte velkou radost. Stejně tak, ačkoli Karlova manželka Alžběta Marii neustále připomínala, že porod je „nejslavnějším okamžikem v Mariině životě“, po narození druhého dítěte, princezny Alžběty, v roce 1894 pocítila pouze stesk po matce. Poté, co si Marie zvykla na život v Rumunsku, začala se radovat z narození svých dětí, konkrétně princezny Marie (1900-1961), v rodině přezdívané „Mignon“, prince Mikuláše (1903-1978), přezdívaného „Nicky“, princezny Ileany (1909-1991) a prince Mircey (1913-1916).
Král Karel a královna Alžběta prince Karla a princeznu Alžbětu okamžitě odebrali z Mariiny péče, protože považovali za nevhodné, aby je vychovávali jejich mladí rodiče. Marie své děti milovala, ale někdy jí dělalo potíže je i pokárat, a tak na ně nedokázala náležitě dohlížet. V důsledku toho se královským dětem dostalo určitého vzdělání, ale nikdy nebyly poslány do školy. Protože královská domácnost nemohla poskytnout to, co by poskytlo školní vzdělání, většina osobností dětí se s přibývajícím věkem silně kazila. Premiér Ion G. Duca později napsal, že to vypadalo, jako by král Karel chtěl Rumunsku zanechat dědice zcela nepřipravené na úspěch.
Marie měla od začátku problémy přizpůsobit se životu v Rumunsku. Její osobnost a „povznesená nálada“ často vyvolávaly na rumunském dvoře spory a nelíbila se jí strohá atmosféra domácnosti. Marie se snadno naučila mluvit rumunsky a řídila se matčinou radou, aby se pečlivě oblékala a projevovala úctu k pravoslavným rituálům.
V roce 1896 se Ferdinand a Marie přestěhovali do paláce Cotroceni, který byl rozšířen rumunským architektem Grigorem Cerchezem a který Marie doplnila vlastními návrhy. Následujícího roku Ferdinand onemocněl tyfem. Několik dní blouznil a přes veškerou snahu lékaře byl blízko smrti. Během této doby si Marie vyměňovala četné dopisy s rodinou v Británii a byla vyděšená z vyhlídky, že ztratí manžela. Král Karel měl ještě dědice v princi Karlovi, jehož nízký věk představoval problémy, a tak si celá rodina zoufale přála, aby se Ferdinand z toho dostal. Nakonec se tak stalo a on i Marie odjeli do Sinaie, na místo hradu Peleș, na období zotavení. Přesto se manželé toho léta nemohli zúčastnit oslav diamantového jubilea královny Viktorie. Během Ferdinandovy rekonvalescence trávila Marie většinu času se svými dvěma dětmi, brala je na dlouhé procházky a trhala s nimi květiny. Zimu 1897/1898 strávila s ruskou carskou rodinou na francouzské Riviéře, kde Marie navzdory nízkým teplotám často jezdila na koni.

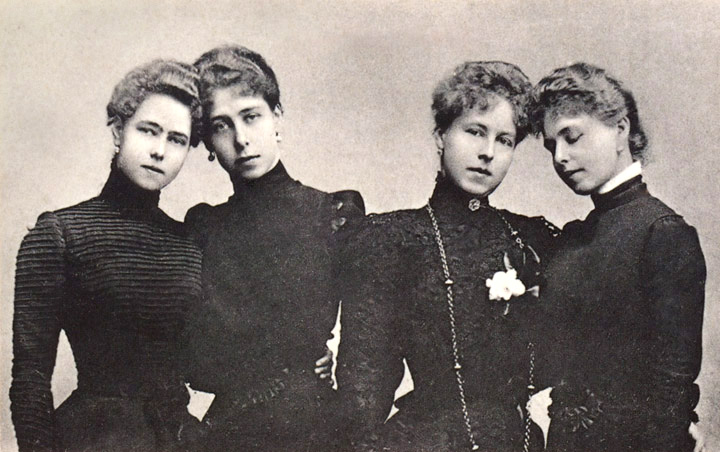
Zleva doprava: princezna Beatrix, princezna Viktorie Melita,princezna Alexandra a rumunská korunní princezna Marie, 1900

V té době se Marie seznámila s poručíkem Gheorghem Cantacuzènem, členem starobylého rumunského knížecího rodu a potomkem knížete Șerbana Cantacuzina, byť z nemanželské větve. Ačkoli Cantacuzène nevypadal příliš dobře, vynikal smyslem pro humor a módu, stejně jako jezdeckým talentem. Oba se do sebe zamilovali, ale jejich poměr byl ukončen poté, co se o něm dozvěděla veřejnost. Jakkoli matka odsuzovala Mariino chování, dovolila jí přijet do Coburgu, když v roce 1897 zřejmě otěhotněla. Historička Julia Gelardiová se domnívá, že Marie porodila dítě v Coburgu; dítě se mohlo buď narodit mrtvé, nebo bylo ihned po narození posláno do sirotčince. Spekulovalo se o tom, zda Mariina druhá dcera „Mignon“ byla dcerou Cantacuzène, a ne Ferdinanda. V následujících letech se o Marii také proslýchalo, že byla romanticky spojována s ruským velkoknížetem Borisem Vladimirovičem, Waldorfem Astorem, princem Barbu Știrbeyem a Joe Boylem. V roce 1903 Ferdinand a Marie slavnostně otevřeli secesní zámek Pelișor v Sinaji, který pro královský pár objednal král Karel. O rozsahu represí použitých k potlačení povstání rumunských rolníků v roce 1907 se Marie dozvěděla, až když už bylo pozdě zasáhnout. Poté se začala poměrně často oblékat do lidového kroje, a to jak doma, tak na veřejnosti, čímž iniciovala módní trend mezi mladými lidmi z vyšších vrstev.
Dne 29. června 1913 vyhlásilo Bulharské carství válku Řecku, čímž začala druhá balkánská válka. Dne 4. července vstoupilo do války Rumunsko, které se spojilo s Řeckem. Válku, která trvala něco málo přes měsíc, zhoršila epidemie cholery. S pomocí doktora Ioana Cantacuzina a sestry Pucciové, zdravotní sestry Červeného kříže, cestovala Marie mezi Rumunskem a Bulharskem a podávala pomocnou ruku v nemocnicích. V důsledku války získalo Rumunsko do svého vlastnictví jižní Dobrudžu, včetně pobřežního města Balčik (Balčič), které si Marie v roce 1924 oblíbila a v němž si zřídila své sídlo zvané Tiché hnízdo. Brzy po skončení války Karel onemocněl.
28. června 1914 byl v Sarajevu spáchán atentát na rakouského arcivévodu Františka Ferdinanda. Pro Marii a její rodinu, která byla na dovolené v Sinaji, to byl šok. Dne 28. července vyhlásilo Rakousko-Uhersko válku Srbsku a podle Marie se „světový mír roztrhl na kusy“. Král Karel pak 3. srpna svolal do Sinaie korunní radu, aby rozhodl, zda má Rumunsko vstoupit do války. Ačkoli byl Karel pro to, aby jeho země podpořila Německo a Centrální mocnosti, rada rozhodla proti. Nedlouho po radě se Karlova nemoc zhoršila a upoutala ho na lůžko; dokonce se uvažovalo o možnosti jeho abdikace. 10. října 1914 nakonec zemřel a Ferdinand automaticky nastoupil na královský trůn.

## Rumunská královna

### První světová válka

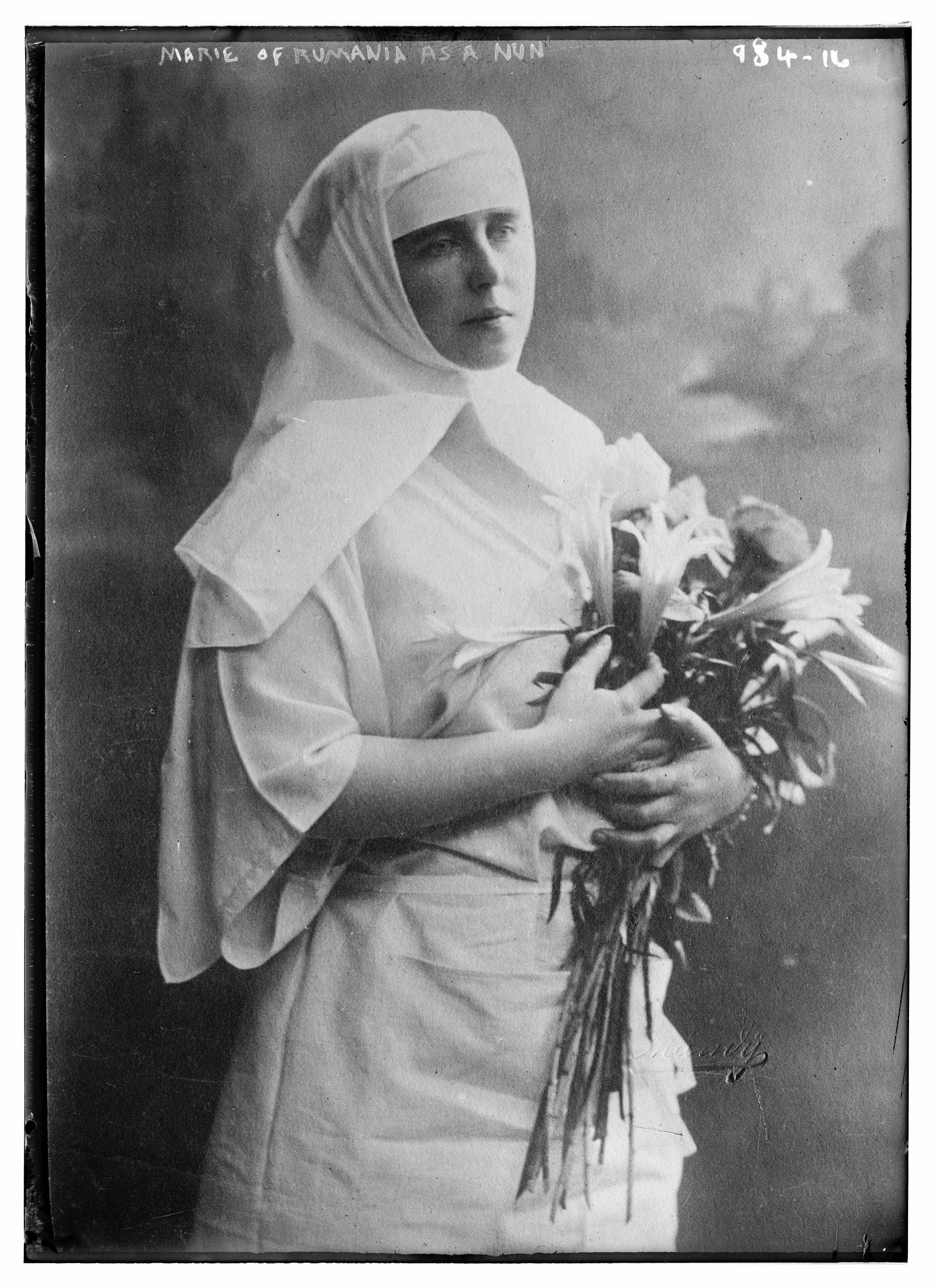
Rumunská královna Marie v ošetřovatelském úboru, 1914

Dne 11. října 1914 byli Marie a Ferdinand v Poslanecké sněmovně prohlášeni za krále a královnu. Kněžna Anna Marie Callimachiová, Mariina blízká přítelkyně, napsala, že „jako korunní princezna byla Marie oblíbená; jako královna byla milována ještě více." Ferdinand a Marie se společně rozhodli, že nebudou provádět mnoho změn na dvoře a nechají lidi, aby přechod od jednoho režimu k druhému přijali, místo aby je nutili. Marie začala tlačit na Ferdinanda, aby vstoupil do války; současně kontaktovala různé vládnoucí příbuzné v Evropě a vyjednávala nejlepší podmínky pro Rumunsko pro případ, že by země vstoupila do války. Marie upřednostňovala spojenectví s Trojdohodou (Rusko, Francie a Británie), částečně kvůli svému britskému původu. Neutralita nebyla bez nebezpečí a vstup do války s Trojspolkem znamenal, že Rumunsko bude působit jako „nárazník“ Ruska proti případným útokům.
Ferdinand se podvolil Mariiným prosbám a 17. srpna 1916 podepsal smlouvu s Trojdohodou. Dne 27. srpna Rumunsko formálně vyhlásilo válku Rakousku-Uhersku. Poté, co Ferdinand a Marie oznámili svým dětem, že jejich země vstoupila do války, propustili své německé služebnictvo, které mohlo zůstat v jejich službách pouze jako svého druhu „váleční zajatci." Na počátku války se Marie zapojila do pomoci rumunskému Červenému kříži a denně navštěvovala nemocnice. Během prvního měsíce válečných operací Rumunsko svedlo ne méně než devět bitev; některé, jako například bitva u Turtucaie, se odehrály na jeho vlastním území.
2. listopadu 1916 zemřel v Buftea Mariin nejmladší syn, princ Mircea, který onemocněl tyfem. 
Po skončení ruské revoluce na počátku listopadu 1917 a vítězství bolševiků se Rumunsko stalo, slovy diplomata Franka Rattigana, „ostrovem obklíčeným ze všech stran nepřítelem, bez naděje na pomoc od spojenců.“ Brzy poté Ferdinand podepsal 9. prosince 1917 Focșanskou smlouvu. V roce 1918 se Marie ostře postavila proti podpisu Bukurešťské smlouvy, což dalo podnět k jejímu označení jako „skutečně jediného muže v Rumunsku“. Příměří s Německem (11. listopadu 1918) ukončilo boje v Evropě, a tím i válku.
V roce 1918 se Besarábie i Bukovina vyslovily pro připojení k Rumunsku. Dne 1. prosince 1918 se ve starobylém městě Alba Iulia konalo shromáždění, na němž Vasile Goldiș přečetl rezoluci za spojení Sedmihradska s Rumunským starým královstvím. Tímto dokumentem, který podpořili rumunští i saští poslanci, byla zřízena Vysoká národní rumunská rada (rumunsky Marele Sfat Național Român) pro dočasnou správu provincie. Po shromáždění se Ferdinand a Marie vrátili do Bukurešti, kde je přivítalo všeobecné veselí. Oslav se účastnily i spojenecké jednotky a Marie byla nadšená, že poprvé vidí Trojdohodu na rumunské půdě. Přibližně v této době se Marie nakazila španělskou chřipkou.

### Pařížská mírová konference
Protože Ferdinand odmítl podepsat Bukurešťskou smlouvu a protože Rumunsko bylo až do konce války vůči Centrálním mocnostem nepřátelské, bylo jeho místo mezi vítěznými zeměmi na Pařížské mírové konferenci zaručeno. Oficiální delegaci vedl Brătianu, který právě začínal své třetí funkční období ve funkci premiéra. Brătianuova tvrdost spolu s neochotou francouzského premiéra Georgese Clemenceaua přehlédnout Ferdinandovo přijetí Bukurešťské smlouvy vedly k otevřenému konfliktu a rumunská delegace k velkému zděšení „velké čtyřky“ Paříž opustila. V naději, že se situace vyřeší, navrhl Saint-Aulaire, aby byla na konferenci místo něj vyslána Marie. Královna byla touto vyhlídkou nadšena.

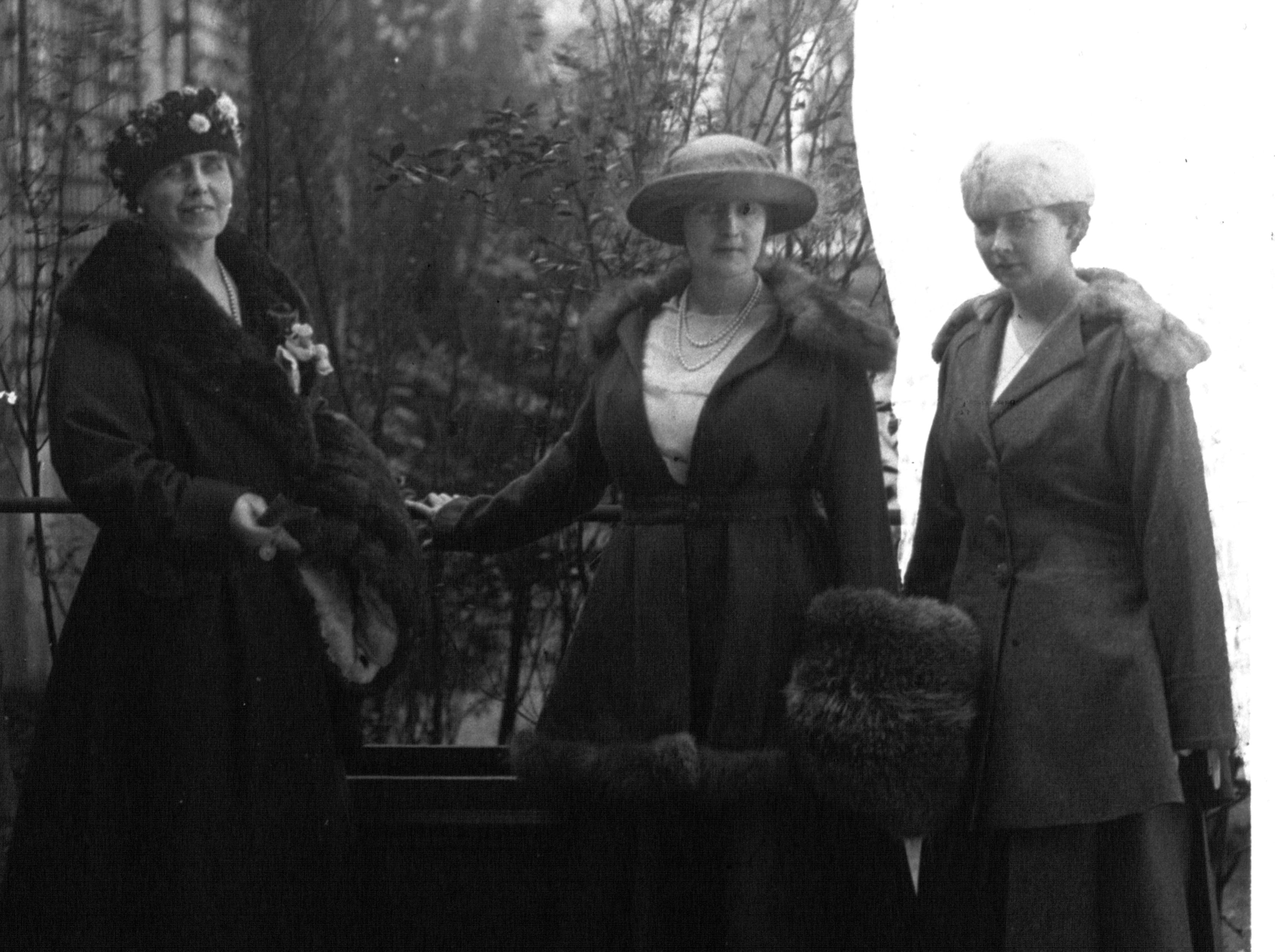
Královna Marie s jejími dvěma nejstaršími dcerami, princeznou Alžbětou a princeznou Marií, v Paříži, 1919

Marie přijela do Paříže 6. března 1919. Díky své odvaze během války byla u Francouzů okamžitě oblíbená. Při setkání s Marií jí Clemenceau náhle řekl: „Nemám rád vašeho premiéra.“ Na to ona odpověděla: „Možná vám pak budu příjemnější.“ To se stalo a prezident Raymond Poincaré si po Mariině příjezdu všiml změny v Clemenceauově postoji k Rumunsku. Po týdenním pobytu v Paříži přijala Marie pozvání krále Jiřího V. a královny Marie, přeplavila se přes kanál La Manche a ubytovala se v Buckinghamském paláci. V naději, že získá pro Rumunsko co nejvíce přízně, se Marie seznámila s mnoha významnými politickými osobnostmi té doby, včetně lorda Curzona, Winstona Churchilla a Waldorfa a Nancy Astorových. Často také navštěvovala svého syna Nickyho, který v té době chodil do školy na Eton College. Marie byla nadšená, že se po dlouhé době vrátila do Anglie, a napsala, že „to byl neskutečný pocit, když přijela do Londýna a na nádraží ji vítal král Jiří s královnou Marií.
Po skončení návštěvy v Anglii se Marie vrátila do Paříže, kde se lidé těšili na její příjezd stejně jako před několika týdny. Často se kolem ní shromažďovaly davy lidí, kteří čekali, až uvidí „exotickou“ rumunskou královnu. Americký prezident Woodrow Wilson zůstal Marií nenadšen a nepomohly ani její komentáře k ruským zákonům týkajícím se sexuálních vztahů, které byly považovány za nevhodné. Marie šokovala mnoho úředníků tím, že všechny své ministry mávla stranou a vedla jednání sama. K tomu později poznamenala: „Nevadí, všichni si budete muset zvyknout, že mě budete akceptovat i s chybami mých ctností.“ Marie odjela z Paříže s četnými dodávkami pro pomoc Rumunsku a později téhož roku bylo na konferenci mezinárodně uznáno Velké Rumunsko, čímž se království Ferdinanda a Marie zdvojnásobilo na 295 000 kilometrů čtverečních a počet obyvatel vzrostl o deset milionů.

### Dynastické sňatky jejích potomků
V roce 1920 se Mariina nejstarší dcera, princezna Alžběta, zasnoubila s řeckým princem Jiřím, nejstarším synem svrženého řeckého krále Konstantina I. a Mariiny sestřenice Sofie. Poté, co Marie pozvala Jiřího a jeho dvě sestry, princezny Helenu a Irenu, k sobě do Sinaie, uspořádala pro mladý pár řadu akcí a byla nadšena vyhlídkou, že provdá svou dceru, jejíž charakter byl značně vadný. V říjnu přišly z Řecka zprávy o smrti krále Alexandra; řecké princezny se musely co nejdříve vrátit ke svým rodičům. Následujícího dne přišla zpráva, že Mariina matka zemřela ve spánku v Curychu. Marie připravila svůj odjezd do Švýcarska, kde měla Helenu a Irenu odvézt k rodičům a zařídit matčin pohřeb. Jiří a Alžběta zatím zůstanou v Sinaji.
Zanedlouho požádal korunní princ Karel princeznu Helenu o ruku a následujícího roku se vzali. Marie byla nadšená, protože se jí nelíbil Karlův vztah se Zizi Lambrino a měla obavy z narození jejich nemanželského syna Karla, který k její velké úlevě dostal matčino příjmení. V roce 1922 provdala Marie svou druhou dceru „Mignon“ za Alexandra I. Srbského (později jugoslávského). Potěšilo ji narození dvou královských vnuků, rumunského prince Michala (1921-2017) a jugoslávského prince Petra (1923-1970); narození dvou vnuků předurčených usednout na evropské trůny jako by upevnilo její ambice. Kritici Mariiny dynastické snahy považovali za snahy manipulativní matky, která obětuje štěstí svých dětí, aby naplnila své ambice; ve skutečnosti Marie nikdy nenutila žádné ze svých dětí ke sňatku. Při účasti na Petrových křtinách se Marie seznámila s vévodkyní z Yorku, pozdější královnou Alžbětou, kterou byla okouzlena.
V roce 1924 podnikli Ferdinand a Marie diplomatickou cestu po Francii, Švýcarsku, Belgii a Spojeném království. V Anglii ji vřele přivítal Jiří V.  Při návštěvě Ženevy se Marie a Ferdinand stali prvními královskými osobami, které vstoupily do nově zřízeného sídla Společnosti národů.

### Korunovace

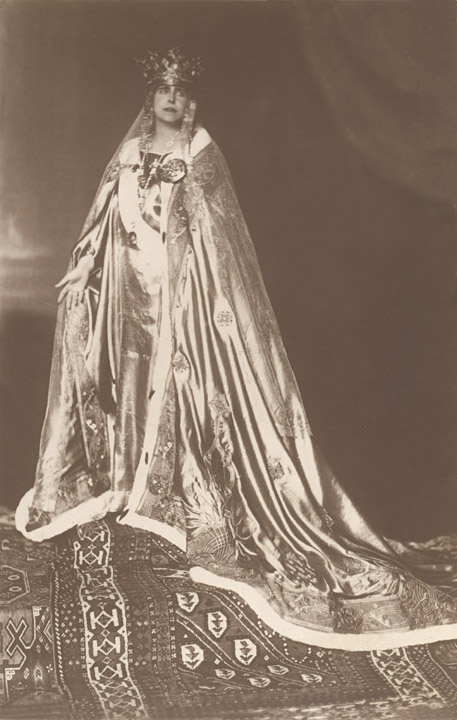
Korunovační portrét rumunské královny Marie, 1922

Místem korunovace Marie a Ferdinanda byla Alba Iulia, která byla ve středověku významnou pevností a kde byl Michal Chrabrý v roce 1599 prohlášen sedmihradským vojvodou, čímž se Valašsko a Sedmihradsko dostalo pod jeho osobní unii. Speciálně pro korunovaci byla zhotovena propracovaná souprava šperků a oděvů. Mariinu korunu navrhl malíř Costin Petrescu a v secesním stylu ji zhotovil pařížský klenotnický dům Falize. Koruna byla inspirována korunou Milice Despiny, manželky valašského panovníka Neagoe Basaraba ze 16. století, a byla celá vyrobena z transylvánského zlata. Koruna měla po stranách dva přívěsky; jeden obsahoval vyobrazení rumunského královského znaku a druhý znak vévody z Edinburghu, který Marie před sňatkem používala jako svůj vlastní znak. Korunu, která stála přibližně 65 000 franků, zaplatil stát prostřednictvím zvláštního zákona.
Mezi hosty korunovace královského páru byli Mariina sestra Beatrix, vévoda z Yorku a francouzští generálové Maxime Weygand a Henri Mathias Berthelot, kteří vedli francouzskou vojenskou misi v Rumunsku. Obřad vedl metropolita celého Rumunska Miron Cristea, ale neproběhl v katedrále, protože Ferdinand, římský katolík, odmítl být korunován členem východní pravoslavné církve. Poté, co si Ferdinand sám nasadil korunu na hlavu, korunoval Marii, která před ním poklekla. Vzápětí zazněly výstřely z děl na znamení, že první král a královna Velkého Rumunska byli pomazáni. Ve stejné místnosti, kde byla v roce 1918 vyhlášena unie, se konala hostina; více než 20 000 sedláků zde dostalo pečené steaky. Následujícího dne Ferdinand a Marie triumfálně vjeli do Bukurešti. Velkolepost korunovace byla následně uváděna jako důkaz Mariina teatrálnosti. Marie měla být v roce 1926 přijata do rumunské pravoslavné církve, přičemž se zmínila o touze být blíže svému lidu. V roce 1926 se Marie stala členkou rumunské pravoslavné církve.

### Návštěva Spojených států amerických

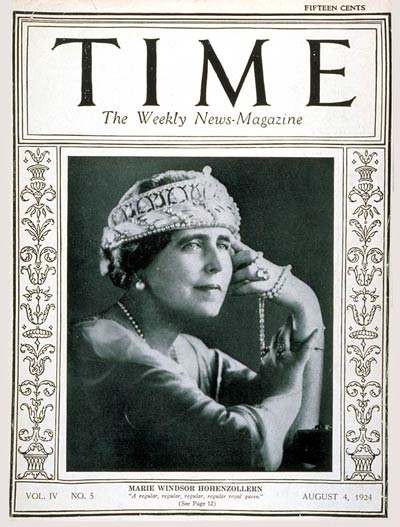
Královna Marie na obálce časopisu Time, 1924

Muzeum umění Maryhill v Maryhillu ve státě Washington bylo původně navrženo jako sídlo pro bohatého podnikatele Samuela Hilla. Na přání Loie Fullerové však byla budova přeměněna na muzeum. Hill si přál, aby bylo v roce 1926 vysvěceno, a koncipoval je jako památník míru, své ženy Mary a samotné královny Marie. Marie souhlasila, že přijede do Ameriky a bude svědkem posvěcení, zejména proto, že Fullerová byla její stará přítelkyně. Fullerová rychle sestavila výbor, který podpořil Mariino „turné“ po Americe, a byly učiněny přípravy k jejímu odjezdu. Marie vnímala cestu jako příležitost „vidět zemi, setkat se s lidmi a dostat Rumunsko na mapu“. Cestovala lodí přes Atlantský oceán a 18. října 1926 se v doprovodu prince Mikuláše a princezny Ileany vylodila v New Yorku.
Po příjezdu byla Marie nadšeně přivítána „hvízdáním parníků, hukotem děl v bílém kouři proti šedé mlze, hlasy jásajícími v štiplavém dešti“. Oficiálně ji přivítal Jimmy Walker, starosta New Yorku. Marie byla také poměrně oblíbená v kruzích sufražetek, kde byla považována za „ženu, která svým důvtipem vymyslela nejeden státní převrat, jejíž mozek promyslel nejeden obtížný problém pro její lid, která využila darů, jež jí byly dány, k prosazení každého dobrého cíle."
Během svého pobytu v Americe podnikli Marie, Mikuláš a Ileana prohlídku několika měst včetně Filadelfie. Byli velmi populární a v každém navštíveném městě byli přivítáni se stejným nadšením. V Bílém domě byla oficiální večeře poznamenána rozpačitými okamžiky kvůli mrzutému postoji prezidenta Calvina Coolidge a jeho ženy Grace; Marie se zdržela necelé dvě hodiny. Dne 24. listopadu Marii a její děti vyprovodila delegace z Washingtonu, D. C., když se připravovali na odjezd lodí z newyorského přístavu. 
Marie byla z návštěvy nadšená a přála si co nejdříve se vrátit do Ameriky.

## Královna vdova

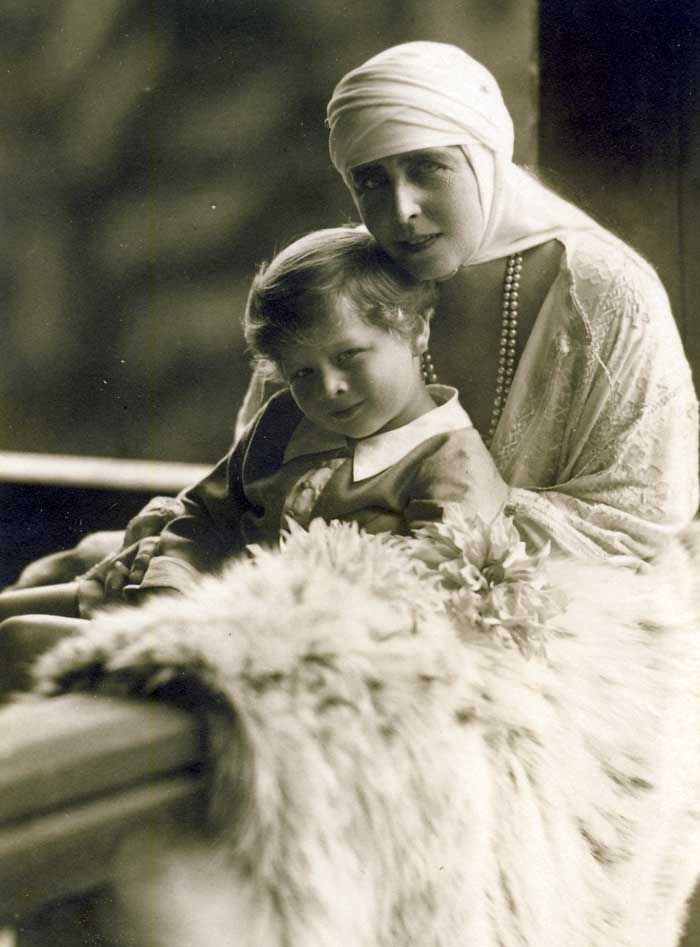
Královna vdova Marie se svým vnukem rumunským králem Michalem I., 1927

Princ Karel vyvolal dynastickou krizi, když se 5. ledna 1926 oficiálně vzdal svých práv na Ferdinandovo nástupnictví a současně se vzdal všech rodičovských práv k princi Michalovi, který byl prohlášen za následníka trůnu. Byl přijat zákon o prozatímním regentství, který vytvořil regentskou radu složenou z prince Mikuláše, pravoslavného patriarchy Mirona Cristea a Gheorghe Buzdugana, předsedy kasačního soudu. Marie i Ferdinand se však zdráhali ponechat zemi v rukou pětiletého chlapce, byť pod dohledem regentství, protože se obávali, že země získané během první světové války budou znovu získány sousedními zeměmi a že politické nepokoje by mohly vést k občanským nepokojům. Nicméně když se Marie vrátila z Ameriky, zdálo se, že Ferdinandova smrt je nevyhnutelná. Trpěl rakovinou střev a v dubnu 1927 se přiblížil smrti natolik, že mu katolická církev udělila poslední pomazání. Zemřel 20. července v Mariině náručí.
Po Ferdinandově smrti Michal automaticky nastoupil na trůn a jeho roli panovníka převzala regentská rada. V květnu 1928 se Karel, který shledal svůj život v zahraničí s Magdou Lupescu neuspokojivým, pokusil s pomocí 1. vikomta Rothermerea vrátit do Rumunska. V tom mu zabránily anglické úřady, které poté přistoupily k jeho vyhoštění z Anglie. Rozzuřená Marie poslala Jiřímu V. oficiální omluvu jménem svého syna, který již začal plánovat státní převrat. 21. června 1928 se Karlovi podařilo rozvést s princeznou Helenou z důvodu neslučitelnosti.
Mariina popularita byla během Michalovy vlády silně poznamenána a poté, co v roce 1929 odmítla být členkou regentské rady, byla tiskem, a dokonce i princeznou Helenou, obviněna z přípravy převratu. V této době se objevily četné fámy o sňatku princezny Ileany. Poté, co se mluvilo o sňatku Ileany s bulharským carem nebo asturským princem, byla nakonec počátkem roku 1930 zasnoubena s Alexandrem, hrabětem z Hochbergu, nevýznamným německým princem. Tyto zásnuby však neměly dlouhého trvání a Marii se nikdy nepodařilo uzavřít politický sňatek pro svou nejmladší dceru, místo toho ji v roce 1931 provdala za rakousko-toskánského arcivévodu Antonína.

### Vláda Karla II.
Dne 6. června 1930 dorazil Karel do Bukurešti a zamířil do parlamentu, kde byl zákon o dědictví z roku 1927 řádně prohlášen za neplatný. Karel tak uzurpoval trůn po svém synovi a stal se králem Karlem II. Po zprávě o Karlově návratu se Marii, která byla v zahraničí, ulevilo. Stále více ji znepokojovalo, jakým směrem se země ubírá, a Karlův návrat vnímala jako návrat marnotratného syna. Jakmile však dorazila do Bukurešti, uvědomila si, že se věci nebudou vyvíjet dobře. Karel odmítl přijmout matčinu radu, aby Helenu vzal zpět, a během své vlády nikdy nevyhledal Mariinu radu, čímž se již existující rozkol mezi matkou a synem dovršil.

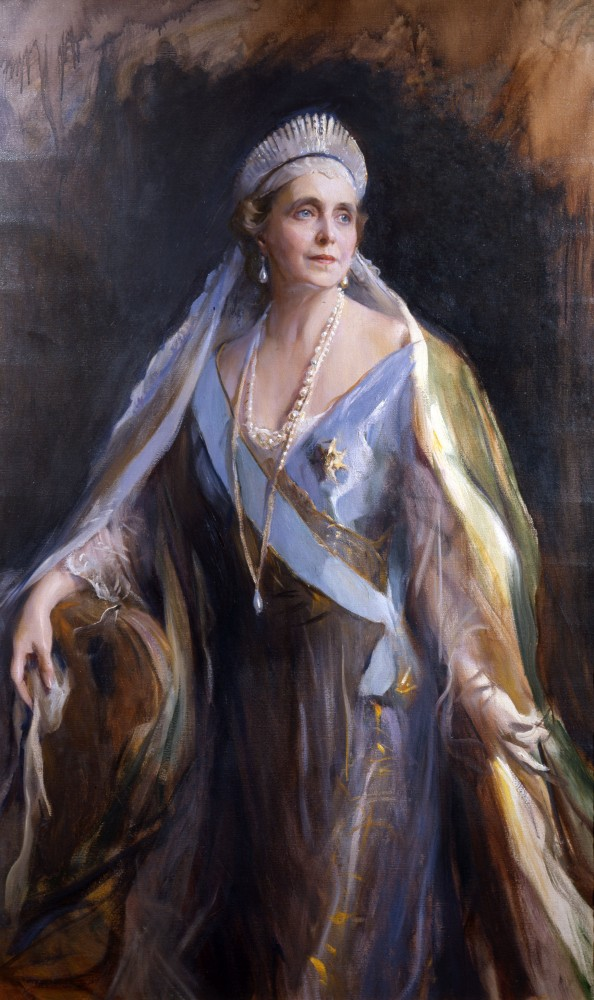
Královna Marie na portrétu Philipa de Lászla, 1936

Opuštěná a téměř zbavená víry se Marie obrátila k náboženskému učení Baháʼí víry, které ji „nesmírně oslovilo“. Zvláště ji přitahovala myšlenka sjednocení lidstva pod jednou vírou, vzhledem k její vlastní nábožensky rozdělené rodině. S učením ji seznámila Martha Rootová, Marie vedla korespondenci s Shoghi Effendim, tehdejší hlavou víry, kde se vyjadřovala jako stoupenkyně baháʼího učení. Kromě toho učinila několik veřejných prohlášení propagujících Baháʼu'lláhovo učení a popisovala ho jako proroka podobného Ježíši nebo Mohamedovi. Tato písemná korespondence vedla k tomu, že ji Baháʼí považují za první královskou konvertitku k jejich náboženství. V roce 1976 vydal William McElwee Miller polemickou knihu proti tomuto náboženství, která obsahovala výběr z dopisu, který v roce 1970 napsala Mariina dcera Ileana a který popíral, že by k takové konverzi došlo.
V roce 1931 princ Mikuláš utekl s rozvedenou Ioanou Dolettiovou. Marie synovo jednání silně neschvalovala a cítila se dotčena opakovanými pokusy Dolettiové zabránit Mikulášovi ve styku s matkou. Ačkoli nějakou dobu obviňovala ženy v životě svých synů, začala obviňovat i sebe, že je nedokázala řádně vychovat. Tvrdohlavě a neustále však odmítala setkání s Magdou Lupescu, a to i po Karlových prosbách. 
Vzhledem k tomu, že Karlovu milenku nenáviděla celá země, bylo jen otázkou času, kdy se proti králi objeví opozice. Nejvýrazněji se tato opozice projevila v podobě Železné gardy, skupiny podporované Benitem Mussolinim a Adolfem Hitlerem. Poté, co se Karel obrátil na Iona Ducu s žádostí o pomoc, Železná garda v prosinci 1933 Ducu zavraždila. Po Ducově smrti Karlova popularita prudce poklesla a objevily se zvěsti, že na výroční přehlídce nezávislosti bude spáchán atentát na jeho život. Aby se tomu vyhnul, nechal místo toho Marii, aby se přehlídky zúčastnila, což mělo být její poslední veřejné vystoupení.
Po přehlídce se Karel rozhodl zničit matčinu popularitu mezi Rumuny a pokusil se ji vystrnadit ze země. Marie mu však nevyhověla a raději se uchýlila na jedno ze dvou míst: Prvním byl hrad Bran. Nacházel se nedaleko Brașova v jižním Sedmihradsku a v roce 1920 jí ho darovali vděční místní úředníci, během následujících sedmi let ho nechala opravit. Druhým místem byl Balčik, kde si nechala postavit palác a malou kapli Stella Maris a pečovala o zahradu. Navštěvovala také Ileanu a její děti v Rakousku. Ileana jen zřídka dostávala od Karla povolení k návštěvě Rumunska; to Marii velmi dráždilo. Nějaký čas také strávila v Bělehradě se svou dcerou Marií a svým zetěm, králem Alexandrem. V roce 1934 Marie opět navštívila Anglii.

## Nemoc a smrt
V létě 1937 Marie onemocněla. Její osobní lékař, doktor Castellani, určil, že má rakovinu slinivky, ačkoli oficiální diagnóza zněla cirhóza jater. Marie nepila alkohol a když se tuto zprávu dozvěděla, údajně řekla: ,,Pak musí jít o nealkoholickou cirhózu jater, protože jsem nikdy v životě neochutnala alkohol." Byla jí předepsána dieta se studenou stravou, injekce a klid na lůžku. Marie byla někdy tak slabá, že nedokázala vzít do ruky ani pero. V únoru 1938 byla poslána do sanatoria v Itálii v naději, že se uzdraví. Tam ji navštěvoval Mikuláš se svou ženou, kterým Marie nakonec odpustila své prohřešky. Navštívila ji také princezna Helena, kterou neviděla téměř sedm let, a Waldorf Astor. Marie byla nakonec převezena do sanatoria v Drážďanech. Byla stále slabší a slabší, a proto požádala, aby ji odvezli zpět do Rumunska, kde by mohla zemřít. Karel jí odepřel cestu letadlem, odmítla i lékařský let, který jí nabídl Hitler, místo toho se rozhodla vrátit do Rumunska vlakem. Byla převezena na zámek Pelișor.
Marie zemřela 18. července 1938 v 17:38, osm minut poté, co upadla do kómatu. U jejího úmrtního lože byly její dvě nejstarší děti, Karel a Alžběta, doprovázené princem Michalem. O dva dny později, 20. července, bylo Mariino tělo převezeno do Bukurešti, kde spočinulo v bílém salonu paláce Cotroceni. Její rakev byla obklopena květinami a svítícími pochodněmi a střežili ji důstojníci čtvrtého husarského pluku. Během třídenního uložení rakve se k Mariině rakvi sešly tisíce lidí a třetí den byl palác otevřen pro tovární dělníky. Mariin pohřební průvod zamířil na nádraží a prošel pod Vítězným obloukem. Její rakev byla převezena do kláštera Curtea de Argeș, kde byla pohřbena. Mariino srdce bylo podle jejího vlastního přání uloženo do malé zlaté rakve ozdobené znaky rumunských provincií a pohřbeno v její kapli Stella Maris v Balčiku. V roce 1940, poté, co byla jižní Dobrudža během druhé světové války odstoupena Bulharsku, bylo její srdce přeneseno na hrad Bran, kde Ileana nechala postavit kapli, v níž bylo srdce uloženo ve dvou do sebe vložených schránkách umístěných v mramorovém sarkofágu.
Marie byla poslední rumunskou královnou manželkou, protože princezna Helena získala v letech 1940-1947 pouze titul královny matky. Byla jednou z pěti korunovaných vnuček královny Viktorie a jednou ze tří, které si po skončení první světové války udržely pozici královny, vedle norské a španělské královny.

## Vývod z předků
|                  |                                      |  |                |                                      |  |  |  |  |  |  |  | František Sasko-Kobursko-Saalfeldský |
|                  |                                      |  |                |                                      |  |  |  |  |  |  |  |                                      |
|                  | Arnošt I. Sasko-Kobursko-Saalfeldský |  |                |                                      |  |  |  |  |  |  |  |                                      |
|                  |                                      |  |                |                                      |  |  |  |  |  |  |  |                                      |
|                  |                                      |  |                | Augusta Reuss Ebersdorf              |  |  |  |  |  |  |  |                                      |
|                  |                                      |  |                |                                      |  |  |  |  |  |  |  |                                      |
|                  | Albert Sasko-Kobursko-Gothajský      |  |                |                                      |  |  |  |  |  |  |  |                                      |
|                  |                                      |  |                |                                      |  |  |  |  |  |  |  |                                      |
|                  |                                      |  |                | Augustus Sasko-Gothajsko-Altenburský |  |  |  |  |  |  |  |                                      |
|                  |                                      |  |                |                                      |  |  |  |  |  |  |  |                                      |
|                  | Luisa Sasko-Gothajsko-Altenburská    |  |                |                                      |  |  |  |  |  |  |  |                                      |
|                  |                                      |  |                |                                      |  |  |  |  |  |  |  |                                      |
|                  |                                      |  |                | Luisa Šarlota Meklenbursko-Zvěřínská |  |  |  |  |  |  |  |                                      |
|                  |                                      |  |                |                                      |  |  |  |  |  |  |  |                                      |
|                  | Alfréd Sasko-Kobursko-Gothajský      |  |                |                                      |  |  |  |  |  |  |  |                                      |
|                  |                                      |  |                |                                      |  |  |  |  |  |  |  |                                      |
|                  |                                      |  |                | Jiří III.                            |  |  |  |  |  |  |  |                                      |
|                  |                                      |  |                |                                      |  |  |  |  |  |  |  |                                      |
|                  | Eduard August Hannoverský            |  |                |                                      |  |  |  |  |  |  |  |                                      |
|                  |                                      |  |                |                                      |  |  |  |  |  |  |  |                                      |
|                  |                                      |  |                | Šarlota Meklenbursko-Střelická       |  |  |  |  |  |  |  |                                      |
|                  |                                      |  |                |                                      |  |  |  |  |  |  |  |                                      |
|                  | královna Viktorie                    |  |                |                                      |  |  |  |  |  |  |  |                                      |
|                  |                                      |  |                |                                      |  |  |  |  |  |  |  |                                      |
|                  |                                      |  |                | František Sasko-Kobursko-Saalfeldský |  |  |  |  |  |  |  |                                      |
|                  |                                      |  |                |                                      |  |  |  |  |  |  |  |                                      |
|                  | Viktorie Sasko-Kobursko-Saalfeldská  |  |                |                                      |  |  |  |  |  |  |  |                                      |
|                  |                                      |  |                |                                      |  |  |  |  |  |  |  |                                      |
|                  |                                      |  |                | Augusta Reuss Ebersdorf              |  |  |  |  |  |  |  |                                      |
|                  |                                      |  |                |                                      |  |  |  |  |  |  |  |                                      |
| Marie Edinburská |                                      |  |                |                                      |  |  |  |  |  |  |  |                                      |
|                  |                                      |  |                |                                      |  |  |  |  |  |  |  |                                      |
|                  |                                      |  | Pavel I. Ruský |                                      |  |  |  |  |  |  |  |                                      |
|                  |                                      |  |                |                                      |  |  |  |  |  |  |  |                                      |
|                  | Mikuláš I. Pavlovič                  |  |                |                                      |  |  |  |  |  |  |  |                                      |
|                  |                                      |  |                |                                      |  |  |  |  |  |  |  |                                      |
|                  |                                      |  |                | Žofie Dorota Württemberská           |  |  |  |  |  |  |  |                                      |
|                  |                                      |  |                |                                      |  |  |  |  |  |  |  |                                      |
|                  | Alexandr II. Nikolajevič             |  |                |                                      |  |  |  |  |  |  |  |                                      |
|                  |                                      |  |                |                                      |  |  |  |  |  |  |  |                                      |
|                  |                                      |  |                | Fridrich Vilém III.                  |  |  |  |  |  |  |  |                                      |
|                  |                                      |  |                |                                      |  |  |  |  |  |  |  |                                      |
|                  | Šarlota Pruská                       |  |                |                                      |  |  |  |  |  |  |  |                                      |
|                  |                                      |  |                |                                      |  |  |  |  |  |  |  |                                      |
|                  |                                      |  |                | Luisa Meklenbursko-Střelická         |  |  |  |  |  |  |  |                                      |
|                  |                                      |  |                |                                      |  |  |  |  |  |  |  |                                      |
|                  | Marie Alexandrovna Romanovová        |  |                |                                      |  |  |  |  |  |  |  |                                      |
|                  |                                      |  |                |                                      |  |  |  |  |  |  |  |                                      |
|                  |                                      |  |                | Ludvík I. Hesenský                   |  |  |  |  |  |  |  |                                      |
|                  |                                      |  |                |                                      |  |  |  |  |  |  |  |                                      |
|                  | Ludvík II. Hesenský                  |  |                |                                      |  |  |  |  |  |  |  |                                      |
|                  |                                      |  |                |                                      |  |  |  |  |  |  |  |                                      |
|                  |                                      |  |                | Luisa Hesensko-Darmstadtská          |  |  |  |  |  |  |  |                                      |
|                  |                                      |  |                |                                      |  |  |  |  |  |  |  |                                      |
|                  | Marie Alexandrovna                   |  |                |                                      |  |  |  |  |  |  |  |                                      |
|                  |                                      |  |                |                                      |  |  |  |  |  |  |  |                                      |
|                  |                                      |  |                | Karel Ludvík Bádenský                |  |  |  |  |  |  |  |                                      |
|                  |                                      |  |                |                                      |  |  |  |  |  |  |  |                                      |
|                  | Vilemína Luisa Bádenská              |  |                |                                      |  |  |  |  |  |  |  |                                      |
|                  |                                      |  |                |                                      |  |  |  |  |  |  |  |                                      |
|                  |                                      |  |                | Amálie Hesensko-Darmstadtská         |  |  |  |  |  |  |  |                                      |
|                  |                                      |  |                |                                      |  |  |  |  |  |  |  |                                      |